# Crnogorski fudbalski kup 2012-2013
La Crnogorski fudbalski kup 2012-2013 (in italiano Coppa montenegrina di calcio 2012-2013), conosciuta anche come Kup Crne Gore u fudbalu 2012-2013, fu la 7ª edizione della coppa del Montenegro di calcio.
Il detentore era il Čelik Nikšić. In questa edizione la coppa fu vinta dal Budućnost (al suo 1º titolo) che sconfisse in finale il Čelik Nikšić.

## Formula
La formula è quella dell'eliminazione diretta, in caso si parità al 90º minuto si va direttamente ai tiri di rigore senza disputare i tempi supplementari (eccetto in finale). Gli accoppiamenti sono decisi tramite sorteggio.

### Calendario
| Turno            | Numero di incontri | Squadre | Entrano in questo turno     | Date                 |
| ---------------- | ------------------ | ------- | --------------------------- | -------------------- |
| Primo turno      | 14                 | 30 → 16 | Tutte eccetto Čelik e Rudar | 19 settembre 2012    |
| Ottavi di finale | 16                 | 16 → 8  | Čelik e Rudar               | 3 e 24 ottobre 2012  |
| Quarti di finale | 8                  | 8 → 4   | –                           | 7 e 21 novembre 2012 |
| Semifinali       | 4                  | 4 → 2   | –                           | 3 e 17 aprile 2013   |
| Finale           | 1                  | 2 → 1   | –                           | 22 maggio 2013       |

### Squadre partecipanti
Partecipano 30 squadre: le 12 della Prva liga, le 12 della Druga liga e le 6 finaliste delle tre coppe regionali (Nord, Centro e Sud).
Prva liga
- Budućnost
- Čelik Nikšić
- Grbalj
- Jedinstvo Bijelo Polje
- Lovćen
- Mladost Podgorica
- Mogren
- Mornar
- Petrovac
- Rudar Pljevlja
- Sutjeska
- Zeta

Druga liga
- Arsenal Tivat
- OFK Bar
- Berane
- Bokelj
- Bratstvo
- Dečić
- Ibar
- Igalo
- Iskra Danilovgrad
- Jezero
- Zabjelo
- Zora

Treća liga
- Cetinje (finalista Sud)
- Gorštak (finalista Centro)
- Kom (vincitore Centro)
- Pljevlja (vincitore Nord)
- Sloga Radovići (vincitore Sud)
- Tekstilac Bijelo Polje (finalista Nord)

## Primo turno
Čelik Nikšić e Rudar Pljevlja esentate in quanto finaliste della Crnogorski fudbalski kup 2011-2012.
| Squadra 1              | Risultato       | Squadra 2     |
| ---------------------- | --------------- | ------------- |
| 18.09.2012             |                 |               |
| Tekstilac Bijelo Polje | 0 – 6           | Sutjeska      |
| 19.09.2012             |                 |               |
| Iskra Danilovgrad      | 1 – 7           | Mogren        |
| Jezero                 | 0 – 2           | Lovćen        |
| Cetinje                | 1 – 4           | Mornar        |
| Petrovac               | 3 – 0           | Bokelj        |
| Mladost Podgorica      | 6 – 0           | Ibar          |
| Jedinstvo Bijelo Polje | 1 – 1 (4-1 dtr) | Zabjelo       |
| Budućnost              | 3 – 0           | Bratstvo      |
| Grbalj                 | 6 – 0           | Dečić         |
| Zeta                   | 3 – 2           | Zora          |
| Sloga Radovići         | 1 – 3           | Pljevlja      |
| Gorštak                | 1 – 0           | OFK Bar       |
| Igalo                  | 3 – 1           | Arsenal Tivat |
| Kom                    | 1 – 2           | Berane        |

## Ottavi di finale
| Squadra 1      | Totale | Squadra 2              | Andata     | Ritorno    |
| -------------- | ------ | ---------------------- | ---------- | ---------- |
|                |        |                        | 03.10.2012 | 24.10.2012 |
| Pljevlja       | 2 – 12 | Mladost Podgorica      | 1 – 2      | 1 – 10     |
| Petrovac       | 4 – 0  | Mogren                 | 4 – 0      | 0 – 0      |
| Budućnost      | 3 – 1  | Jedinstvo Bijelo Polje | 2 – 1      | 1 – 0      |
| Zeta           | 1 – 0  | Sutjeska               | 1 – 0      | 0 – 0      |
| Grbalj         | 5 – 0  | Gorštak                | 2 – 0      | 3 – 0      |
| Mornar         | 6 – 1  | Berane                 | 4 – 0      | 2 – 1      |
| Igalo          | 1 – 6  | Lovćen                 | 1 – 1      | 0 – 5      |
| Rudar Pljevlja | 1 – 2  | Čelik Nikšić           | 1 – 1      | 0 – 1      |

## Quarti di finale
| Squadra 1    | Totale | Squadra 2         | Andata     | Ritorno    |
| ------------ | ------ | ----------------- | ---------- | ---------- |
|              |        |                   | 07.11.2012 | 21.11.2012 |
| Čelik Nikšić | 3 – 1  | Lovćen            | 2 – 0      | 1 – 1      |
| Grbalj       | 2 – 1  | Mornar            | 1 – 0      | 1 – 1      |
| Petrovac     | 1 – 2  | Mladost Podgorica | 0 – 1      | 1 – 1      |
|              |        |                   | 21.11.2012 | 28.11.2012 |
| Budućnost    | 4 – 0  | Zeta              | 2 – 0      | 2 – 0      |

## Semifinali
| Squadra 1         | Totale | Squadra 2    | Andata     | Ritorno    |
| ----------------- | ------ | ------------ | ---------- | ---------- |
|                   |        |              | 03.04.2013 | 17.04.2013 |
| Grbalj            | 0 – 2  | Čelik Nikšić | 0 – 0      | 0 – 2      |
| Mladost Podgorica | 3 – 4  | Budućnost    | 1 – 1      | 2 – 3      |

## Finale
| Squadra 1  | Risultato | Squadra 2    |
| ---------- | --------- | ------------ |
| 22.05.2013 |           |              |
| Budućnost  | 1 – 0     | Čelik Nikšić |

| Arbitro: | Nikola Dabanović (Podgorica) |

| |            | |
| Peković 90+1’ | Marcatori  | |
| Agović Peković Kamberović Raspopović Kopitović Tomković (90' A. Adrović) Flavio M. Vukčević (90' Kalezić) N. Vukčević Radonjić (90' Nikač) Mugoša | Formazioni | · Banović · Videkanić (90' Simić) · Radović · Đikanović · Dubljević 66’ · Bulajić · Kolev (90' Bakoč) · Zorić (65' Z. Adrović) · Ivanović · Račić · Jovović |
| Dragićević | Allenatori | Bubanja |